# ساری‌اوزک (استان جامبیل)
ساری‌اوزک (قزاقی: Сары-Озек، سارى-وزەك) یک منطقه مسکونی در قزاقستان است که در استان جامبیل واقع شده است.